# Temple, Cornwall
Temple är en by i civil parish Blisland, i distriktet Cornwall, i grevskapet Cornwall i England. Byn är belägen 10 km från Bodmin. Temple var en civil parish fram till 1934 när blev den en del av Blisland. Civil parish hade 29 invånare år 1931.